# Mirador Alemán
El Mirador Alemán es un monumento ubicado en la cumbre del Cerro Caracol, a 80 metros de altitud en la ciudad de Concepción, Chile, y entre 230 y 250 m s. n. m. Corresponde a la única Torre Bismarck construida en América, de las aproximadamente 250 que se construyeron, entre 1869 y 1934 en honor al excanciller alemán Otto von Bismarck.

## Historia

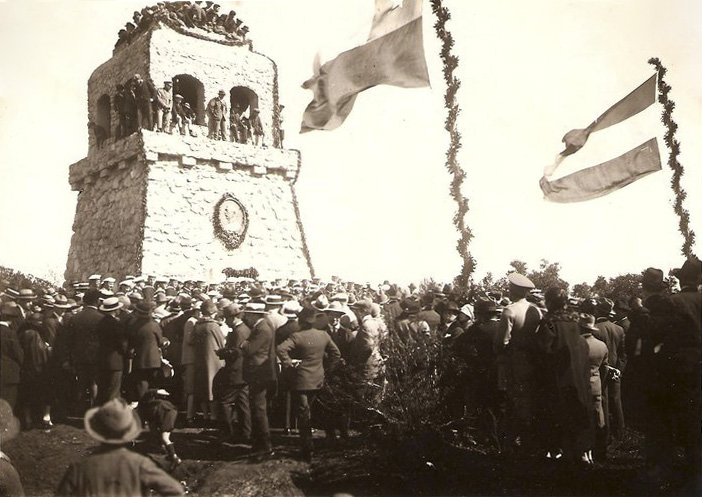
Inauguración del Mirador Alemán en 1926. La cima del Cerro Caracol en ese entonces carecía de bosques como en la actualidad. Se aprecian flameando las banderas de Chile y Alemania.

Entre 1869 y 1934 se construyeron alrededor de 250 torres en honor al excanciller alemán Otto von Bismarck, de las cuales 175 siguen actualmente en pie. Estas Torres Bismarck, construidas siguiendo distintos diseños, están emplazadas principalmente en Europa, pero también las hay en África y Oceanía. El Mirador Alemán es el único de estos monumentos que fue construido en toda América.
El 1918, Artur Junge se propuso la construcción de un memorial para los caídos en combate alemanes y chilenos. Para ello, el 2 de noviembre de ese año, donó un acre de superficie —150 metros de largo y 66.66 metros de ancho, evaluados en 2 mil pesos de la época— ubicado en el suelo de piedra y granito en la cima del Cerro Caracol.
El 12 de agosto de 1920, Artur Junge firmó un acuerdo de financiamiento con la Bund Deutscher Turnvereine en Chile —Asociación de clubes alemanes de gimnasia en Chile— dirigida por German Vogel. La torre fue bosquejada por el arquitecto chileno Roderich von Stillfried (Valparaíso, 1865 - ibídem, 1934) y construida durante la primavera de 1921. La administración y ejecución de la obra estuvo a cargo de John Theune.

### Terremotos
La construcción del Mirador Alemán no fue concebida inicialmente como antisísmica, utilizando únicamente piedra en lugar de ser fortalecida con hierro o sistemas de cadenas, como es lo usual. Por lo tanto, los tres grandes terremotos que la han azotado a lo largo de su historia, la han desgastado considerablemente.
El primero de estos terremotos, del 24 de enero de 1939, destruyó completamente la segunda planta del mirador; los del 21 y 22 de mayo de 1960 afectaron parte de su estructura, mientras que el de 2010 afectó especialmente la parte del lado norte, produciendo grietas y desgaste de los muros.
A pesar de lo anterior, en el sitio web de las Torres Bismarck, el Mirador Alemán es descrito como la «Der erdbebenresistente Turm» («La torre que resiste terremotos»).
|                                     |
| La torre tras el terremoto de 1939. |

|                            |
| El Mirador Alemán en 2008. |

## Arquitectura y diseño

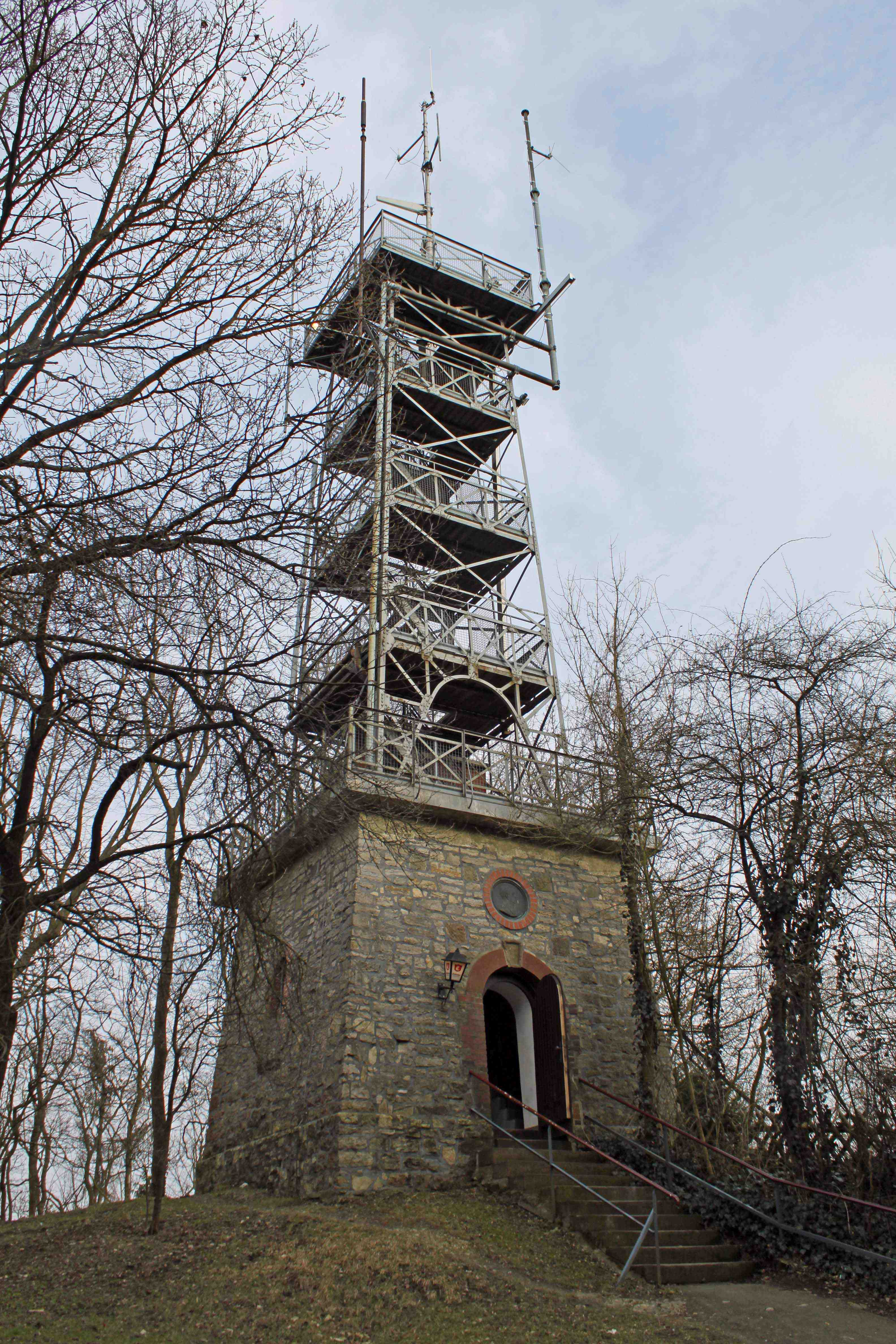
El Mirador Alemán tiene un diseño similar al de algunas otras torres Bismarck, como esta de Salzgitter, Alemania.

La torre fue construida en piedra de granito, con una puerta de hierro como acceso. Posee una base cuadrada de 10 m², y su perímetro va decreciendo progresivamente con la altura, que inicialmente alcanzaba los 10 metros. En la parte superior, a poco más de 5 metros de altura, cada uno de los cuatro lados poseía dos arcos paralelos, que servían de miradores.
En la entrada al vestíbulo, por el lado oeste (mirando hacia la ciudad) y a una altura de 5 metros, existía un medallón de piedra con la imagen de Bismarck.
Luego de 1927, se colocaron en la planta baja y en placas de mármol los nombres de entre 300 y 400 nombres, correspondientes a los chilenos-alemanes que participaron en la guerra.
Al momento de la construcción del Mirador, el Cerro Caracol no poseía la forestación actual, por lo que desde su segundo piso podían apreciarse tanto la ciudad de Concepción como el Río Biobío. Actualmente, el bosque de alrededor y la carencia del segundo piso de la estructura impiden apreciar estas dos panorámicas.
Su diseño es similar al de algunas otras torres, como una construida en 1900 en Salzgitter, Alemania.

## Actualidad
Hasta 2015, el Mirador Alemán se encontraba en franco abandono, y si bien correspondía a un punto cúlmine de caminatas y circuitos turísticos y deportivos realizados por el Cerro Caracol, los continuos saqueos y vandalismos sobre la estructura, así como la ausencia de protección por parte de las autoridades, contribuyeron negativamente a su constante deterioro. En abril de 2015 se inauguró un pequeño anfiteatro a su costado, lo que fue el resultado del inicio de trabajos de restauración del sector, que hoy forma parte del nuevo Parque Metropolitano.
La torre fue reinaugurada en 2019, después de reconstruir su segundo piso. La puerta fue desbloqueada y reemplazada por una de madera, y el interior transformado en un pequeño museo. Los árboles del lado occidental fueron podados o cortados para permitir la vista hacia la desembocadura. 
|                                                 |
| Mirador Alemán en 2017, con su cerco de flores. |

|                         |
| Mirador Alemán en 2022. |

|                                 |
| Vista desde el mirador en 2025. |